# 땀끼
땀끼시(베트남어: Thành phố Tam Kỳ / 城舖三岐)는 베트남 남중부 지방 꽝남성의 성도이다.

## 역사
땀끼는 1906년 응우옌 왕조의 행정과 세무서로 건립되었다. 남베트남 시기에 이곳은 베트남 전쟁을 위한 미군의 꽝남성(당시엔 꽝띤성) 주요 기지였다. 1975년 3월 24일 월맹군에게 점령되었다.
1997년, 꽝남성 정부가 이곳 땀끼를 성도로 지정했다. 그 이후, 땀끼에는 상당한 발전을 이뤘다.

## 행정구역
다음 9개의 프엉(坊)과 4개의 싸(社)로 구성된다.

### 프엉
- 안미이 (An Mỹ / 安美)
- 안푸 (An Phú /安富)
- 안선 (An Sơn / 安山)
- 안쑤언 (An Xuân /安春)
- 화흐엉 (Hòa Hương / 和香)
- 화투언 (Hòa Thuận / 和順)
- 프억화 (Phước Hòa /安富)
- 떤타인 (Tân Thạnh /新盛)
- 쯔엉쑤언 (Trường Xuân / 長春)

### 싸
- 땀응옥 (Tam Ngọc / 三玉)
- 땀푸 (Tam Phú /三富)
- 땀탕 (Tam Thăng / 三升)
- 땀타인 (Tam Thanh / 三淸)

## 교통

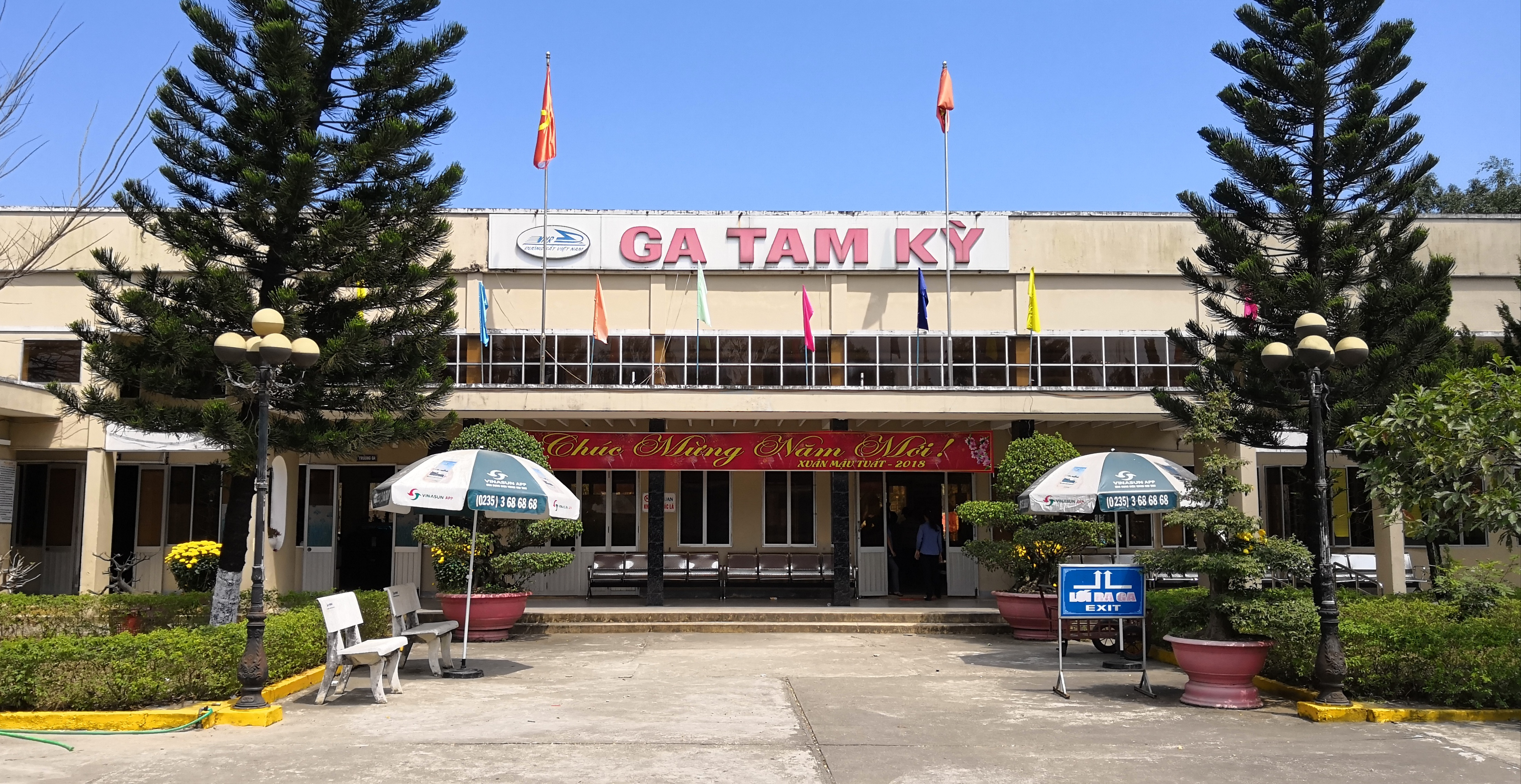
땀끼역

- 철도

땀끼역은 베트남 전역의 모든 주요 도시와 연결되어 있다.
- 공항

다낭 국제공항이 도심에서 70km 떨어진 곳에 위치해 있으며, 자동차로 약 1시간 30분가량 소요된다.
- 버스 등

공항과 꽝응아이 도심 사이에는 매일 무료 셔틀버스가 운행된다. 기타 교통 수단으로는 일반 자동차와 버스가 있다.

## 갤러리

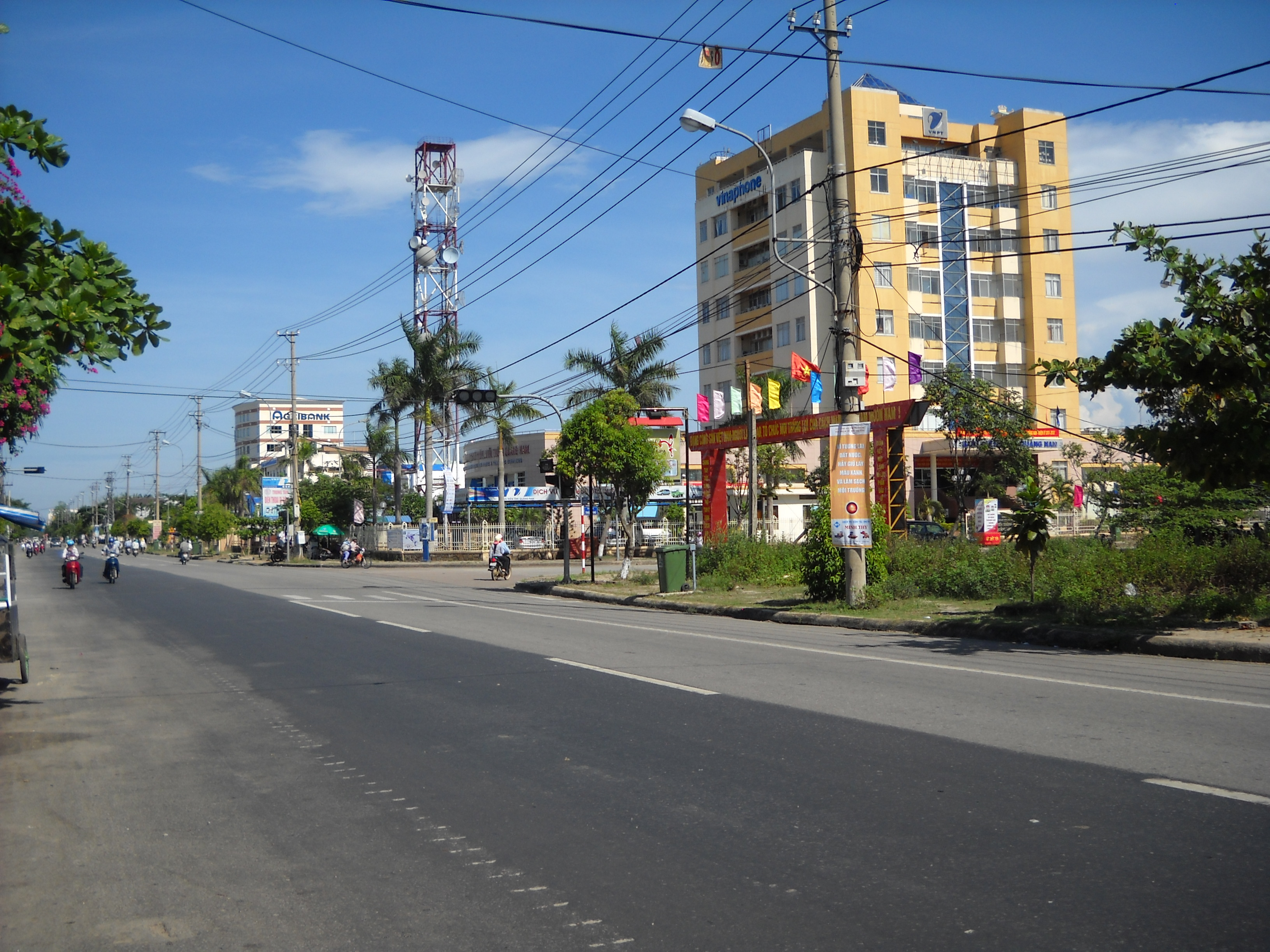
땀끼의 거리 풍경
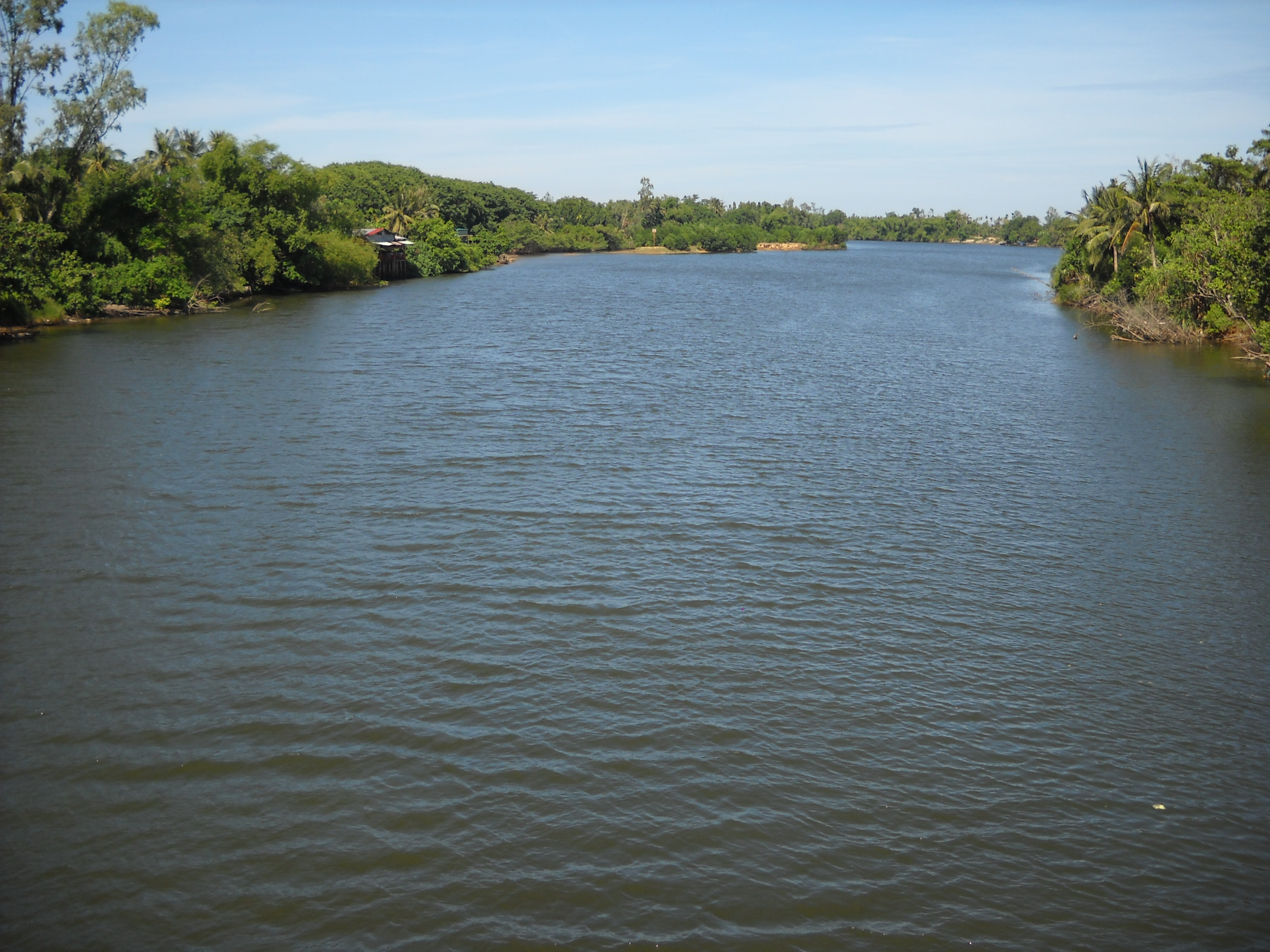
땀끼 강
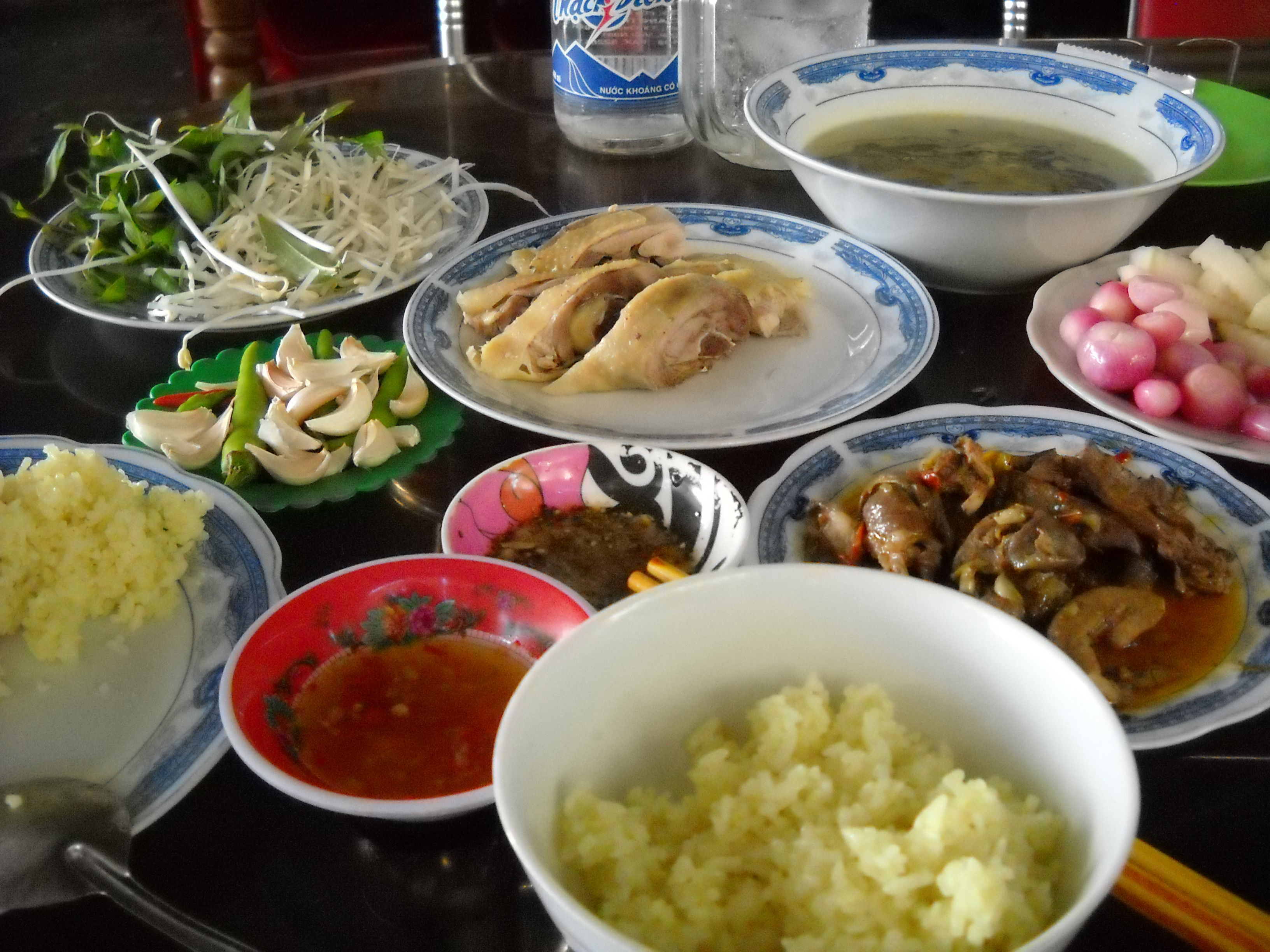
땀끼 특산요리 닭밥